# Dekanat Przeworsk II
Dekanat Przeworsk II – dekanat archidiecezji przemyskiej, w archiprezbiteracie łańcuckim.

## Historia
W 1987 roku bp Ignacy Tokarczuk dokonał podzielenia dekanatu przeworskiego na: przeworski I (zachodni) i przeworski II (wschodni).
Dziekani dekanatu:
1987–2000. o. Jan Kanty Bartnik OFM, proboszcz w par. św. Barbary w Przeworsku (do 1993), duszpasterz w Żurawiczkach (1993-1999), duszpasterz w par. św. Barbary w Przeworsku (od 1999).
2000–2001. ks. kan. Jan Strojek, proboszcz w Mirocinie.
2001–2020. ks. prał. Zenon Ruchlewicz, proboszcz w Zarzeczu koło Przeworska.
2020–2021. ks. Leszek Gruszecki, proboszcz w Siennowie.
2021-2024. ks. kan. Jan Miazga, proboszcz w par. Chrystusa Króla w Przeworsku.
od 2024. ks. Wiesław Dziwik, proboszcz w Wierzbnej

## Parafie
- Cieszacin Wielki – pw. Niepokalanego Poczęcia Najświętszej Maryi Panny
  - Cieszacin Mały – kościół filialny pw. Matki Bożej Królowej Polski
- Krzeczowice – pw. św. Andrzeja Boboli
- Mirocin – pw. św. Judy Tadeusza i św. Brata Alberta
  - Mirocin – kościół filialny pw. Niepokalanego Seca Najświętszej Maryi Panny
- Przeworsk – pw. Chrystusa Króla
- Przeworsk – pw. św. Barbary (Bernardyni)
- Rozbórz – pw. Matki Bożej Fatimskiej
- Siennów – pw. Wszystkich Świętych
- Ujezna – pw. Matki Bożej Pocieszenia
- Urzejowice – pw. św. Mikołaja Biskupa
- Wierzbna – pw. Matki Bożej Nieustającej Pomocy
  - Ożańsk – kościół filialny pw. Matki Bożej Fatimskiej
- Zarzecze – pw. św. Michała Archanioła
- Żurawiczki – pw. Matki Bożej Różańcowej (Bernardyni)

## Zgromadzenia zakonne
- Przeworsk – oo. Bernardyni (1465)
- Żurawiczki – oo. Bernardyni (1993)
- Zarzecze – ss. Rodziniarki (1978)

## Kościoły
Najstarszą parafią na terenie dekanatu jest parafia Urzejowice (1411), najmłodszą zaś parafia Rozbórz (2008).
Trzy kościoły parafialne na terenie dekanatu są wpisane do rejestru zabytków: Przeworsk-św. Barbary, Siennów i Zarzecze.
Głównym miejscem pielgrzymkowym na terenie dekanatu jest Kościół św. Barbary w Przeworsku jako Sanktuarium Matki Bożej Pocieszenia.